# Final Fantasy Tactics
Vous lisez un « article de qualité » labellisé en 2008.
Pour les articles homonymes, voir FFT.
Final Fantasy Tactics (ファイナルファンタジータクティクス, Fainaru Fantajī Takutikusu) est un jeu vidéo de  rôle tactique, développé par Square (devenu depuis Square Enix), sorti sur PlayStation le 20 juin 1997 au Japon et le 28 janvier 1998 en Amérique du Nord. Ce jeu fait partie de la série Final Fantasy ; c'est un épisode « hors série » parce qu'il s'inscrit, à la différence des autres opus, dans la catégorie des jeux de rôle tactique. L'homme responsable du projet et du scénario est Yasumi Matsuno, un ancien membre de la société Quest, qui réalise son premier projet avec Square.
L'histoire du jeu se déroule dans le monde d'Ivalice. Elle est centrée sur un conflit, nommé « la Guerre des Lions », qui s'engage entre deux familles de nobles  qui convoitent le trône du royaume. Le scénario suit les aventures de Ramza Beoulve, un jeune apprenti chevalier, souhaitant tout mettre en œuvre pour rétablir la paix sur le continent.
Plusieurs jeux ont repris, par la suite, le monde d'Ivalice de Final Fantasy Tactics, comme Vagrant Story et Final Fantasy XII, sortis respectivement en 2000 et 2006. Un spin-off est également sorti en 2003 sur la Game Boy Advance de Nintendo, intitulé Final Fantasy Tactics Advance. Ce dernier a connu une suite en 2007 sur la Nintendo DS : Final Fantasy Tactics A2.
Pour les dix ans de sa sortie en 2007, Square Enix réédite le jeu sous le nom de Final Fantasy Tactics: The War of the Lions, sur la PlayStation Portable de Sony, en introduisant de nombreuses nouveautés. Contrairement à l'épisode original sur PlayStation, celui-ci a la particularité d'être sorti en Europe en plus du Japon et de l'Amérique du Nord.
Une version iPhone est sortie le 4 août 2011.

## Trame

### Univers
Final Fantasy Tactics prend place dans un monde imaginaire du type médiéval-fantastique. L'histoire se déroule dans le royaume d'Ivalice, une péninsule rattachée au continent par l'Est de son territoire. Sa géographie est très hétérogène, elle se compose de montagnes, de plaines, de forêts et de déserts. Ivalice est essentiellement peuplée par des humains. Cependant, de nombreux monstres vivent dans les régions reculées où la population humaine reste faible. La magie prédomine le pays, mais des ruines et des reliques indiquent que dans le passé, la civilisation reposait sur les machines, comme des ballons dirigeables et des robots.
Ivalice est un royaume divisé en sept territoires, gouvernés par un seul monarque, Omdolia Atkascha. Les monarchies voisines sont Ordalia à l'Est et Romanda au Nord. Une organisation religieuse très influente, l'« Église de Glabados », fondée sur une figure mythique : Ajora Glabados, répand sa parole dans le pays.
Le monde d'Ivalice vient de mettre fin à une guerre de près de cinquante ans, et doit faire face à plusieurs difficultés économiques et politiques. Depuis la mort récente du roi Omdolia, dont le seul héritier est un nourrisson, une crise importante pour la succession du trône ébranle le pays. Un régent doit être désigné à la place du jeune prince, deux camps divisent le royaume : le Lion Noir d'une part, représentant le Prince Goltana, cousin du défunt roi, et d'autre part, le Lion Blanc, symbolisant le Prince Larg. Le conflit déclenche une nouvelle guerre « la Guerre des Lions ». Quatre cents ans après cet événement, un historien, Alazlam J. Durai, découvre un ouvrage de l'un de ses ancêtres. Ces écrits révèlent le véritable déroulement de « la Guerre des Lions » et dévoile le rôle majeur d'un homme désavoué par l'église et jamais cité. Pourtant son intervention influera sur l'issue du conflit. Cet homme se nomme Ramza Beoulve, considéré comme hérétique par l'église.

### Personnages
L'intrigue du jeu tourne autour de deux personnages : Ramza Beoulve et Delita Hyral, des amis d'enfance issus de classes sociales différentes. Ramza appartient à une famille de nobles et Delita à une famille de roturiers. Le père de Ramza, Balbanes, grand stratège de la guerre de cinquante ans et membre respecté des chevaliers Hokuten, enseigne aux deux adolescents la justice et l'honneur. Au fur et à mesure que l'histoire progresse, les deux héros font face à de nombreux conflits et se trouvent confrontés à des choix qui vont influencer leur vision du monde. Ambitieux, Delita cherche à manipuler la classe supérieure et à atteindre ses objectifs, tandis que Ramza, idéaliste, croit toujours en la justice et l'honneur, quelle que soit la classe concernée,.
Delita est considéré comme le héros qui mit fin à « la Guerre des Lions ». Après ces événements tragiques, il devient roi d'Ivalice et maintient la paix au sein du royaume durant de longues années. Sa sœur se nomme Teta.
Ramza est le personnage incarné par le joueur dans l'aventure. La famille Beoulve sert celle du prince Larg depuis de nombreuses générations. Fruit de l'union de son père avec une jeune femme du peuple de la famille Lugria, Ramza a toujours vécu dans l'ombre de ses frères légitimes : Zalbag, commandant en chef des chevaliers Hokuten, et Dycedarg, général au service du prince Larg ; et une sœur cadette prénommée Alma, très proche de Ramza. Après sa promotion au titre de chevalier, il rejoint le groupe chargé de la protection de la princesse Ovelia, fille adoptive du défunt roi Omdolia.
Au fil de l'aventure, Ramza rencontre différents personnages, qui interviendront chacun dans la guerre. Au début de l'histoire, les plus importantes factions dans le monde d'Ivalice sont celles du Prince Goltana et du Prince Larg. Tous d'eux désirent le contrôle du royaume et être le gardien du jeune héritier. Cette rivalité déclenche « la Guerre des Lions ». Pendant la progression du scénario, des personnages appartenant à l'« Église de Glabados » apparaissent dans l'histoire. Ils cherchent à acquérir traitreusement le contrôle d'Ivalice en se servant de la guerre de succession au trône.
| Comparaison des noms des personnages principaux sur PS1 et PSP | Comparaison des noms des personnages principaux sur PS1 et PSP |
| Version PlayStation                                            | Version PlayStation Portable                                   |
| -------------------------------------------------------------- | -------------------------------------------------------------- |
| Ramza Beoulve                                                  | identique                                                      |
| Delita Hyral                                                   | Delita Heiral                                                  |
| Mustadio Bunanza                                               | Mustadio Bunansa                                               |
| Agrias Oaks                                                    | identique                                                      |
| Rafa Galthana                                                  | Rapha Galthena                                                 |
| Cidolfas Orlandu                                               | Cidolfus Orlandeau                                             |
| Meliadoul Tingel                                               | Meliadoul Tengille                                             |
| Algus Sadalfas                                                 | Argath Thadalfus                                               |
| Alma Beoulve                                                   | identique                                                      |
| Gaff Gafgarion                                                 | Goffard Gaffgarion                                             |
| Olan Durai                                                     | Orran Durai                                                    |
| Ovelia Atkascha                                                | identique                                                      |
| Zalbag Beoulve                                                 | Zalbaag Beoulve                                                |
| Alphons Draclau                                                | Alphonse Delacroix                                             |
| Bestrada Larg                                                  | Bestrald Larg                                                  |
| Druksmald Goltana                                              | Druksmald Goltanna                                             |
| Dycedarg Beoulve                                               | identique                                                      |
| Mesdoram Elmdor                                                | Messam Elmdore                                                 |
| Wiegraf Folles                                                 | identique                                                      |
| Vormav Tingel                                                  | Folmarv Tengille                                               |
| Beowulf Kadmus                                                 | Beowulf Cadmus                                                 |
| Reis Dular                                                     | Reis Duelar                                                    |
| Worker 8                                                       | Construct 8                                                    |
| Cloud Strife                                                   | identique                                                      |

### Histoire

Le Lion Noir.

Le Lion Blanc.

Un groupe de soldats à dos de chocobos parcourent les terres d'Ivalice à vive allure. Pendant ce temps, au monastère d'Orbonne, la princesse Ovelia en compagnie d'Agrias, une femme chevalier chargée de sa garde personnelle, attendent des mercenaires sous le commandement de Gafgarion. Ramza Beoulve, ancien chevalier, fait partie de cette faction. La troupe de guerriers, arborant la bannière du Lion Noir, qui chevauchait dans les plaines attaquent soudainement les lieux. Cet assaut sert de diversion et permet au chef de l'escouade d'enlever la princesse, laissée sans protection. Ramza et Agrias arrivent trop tard et ne peuvent la sauver. Ramza reconnaît le visage du ravisseur, c'est son ami d'enfance, Delita, qu'il croyait mort. Il se demande pourquoi il a rejoint les armées du Prince Goltana.
À la suite de ces événements, l'histoire fait un flashback juste à la fin de la guerre de cinquante ans. La vie est alors difficile, beaucoup d'hommes se retrouvent sans argent et sans emploi et n'ont plus aucune loyauté envers la couronne. Vols, banditisme, complots sont monnaie courante envers la famille royale et la noblesse. Dans la ville de Gariland, Ramza et Delita étudient à l'académie des apprentis chevaliers. Un messager leur apprend qu'un régiment du Corps de la Mort est sur le point d'attaquer la ville. Le Corps de la Mort est un groupuscule de soldats qui ont reçu peu de reconnaissance malgré leurs sacrifices au cours de la guerre, depuis ils sont devenus des hors-la-loi, terrorisant les villes et pourchassant les membres de la famille royale. Ramza, Delita et des soldats de l'académie sont alors chargés de les arrêter. Après une bataille remportée facilement, les jeunes apprentis se rendent au château d'Igros. Sur le chemin, ils sauvent la vie d'Algus, un écuyer au service du marquis Elmdor. Algus leur explique que le marquis a été enlevé par le Corps de la Mort et qu'il risque d'être exécuté rapidement. Ramza et Delita continuent leur marche vers Igros, en compagnie d'Algus, et faire part de ces événements au général Dycedarg. Ce dernier leur apprend qu'il a chargé Zalbag de rechercher Elmdor. Plus tard, les trois jeunes gens retrouvent le frère de Ramza, Zalbag, en compagnie d'Alma et de Teta. Le général des Hokuten les informe que le Corps de la Mort a exigé une rançon, au grand étonnement d'Algus. Ramza et ses compagnons décident de partir à leur poursuite.
Wiegraf est le leader du Corps de la Mort, mais ce n'est pas lui qui a enlevé Elmdor. Le ravisseur est le vice-capitaine, Gustav. Les trois jeunes apprentis retrouvent la trace des deux meneurs. L'un d'eux gît sur le sol, mort. Wiegraf a éliminé Gustav parce qu'il s'opposait à ses plans. Wiegraf garantit sa fuite en échangeant la liberté d'Elmdor, sain et sauf.
Le général Dycedarg et le Prince Larg décident d'en finir avec le Corps de la Mort. Le groupuscule renégat attaque soudainement le château d'Igros. Il enlève Teta, la sœur de Délita, et blesse le général Dycedarg. Algus révèle sa vrai personnalité, c'est un homme qui méprise les classes inférieures, affirmant qu'il n'est pas utile de sauver une roturière en la personne de Teta. Sa priorité est la destruction du Corps de la Mort, provoquant la colère de Delita. La tension engendrée provoque la mise à l'écart d'Algus par Ramza et Delita. L'enlèvement a été organisé par Golagros, un membre du Corps de la Mort. Wiegraf n'approuvant pas cet acte, lui conseille de se retrancher au fort Zeaken. Delita et Ramza, partis à la recherche de Teta, croisent la route de Wiegraf en fuite et leur apprend que l'enlèvement du marquis a été planifié par Dycedarg. Ramza, incrédule, reste persuadé de l'innocence de son frère. Les deux jeunes apprentis se dirigent vers le fort Zeaken pour retrouver et délivrer Teta. Arrivés à destination, Zalbag ordonne à Algus de prendre en charge les rebelles, pendant qu'il part à la poursuite de Wiegraf près du col de la montagne. Algus élimine Teta puis Galagros. La bataille s'engage entre les jeunes apprentis et l'écuyer du marquis qui trouve la mort. À ce moment, une explosion retentit dans le fort où se trouve Delita.
Puis l'histoire reprend après l'enlèvement de la princesse. Le groupe de mercenaires et Agrias partent à la poursuite de Delita pour sauver Ovelia.

## Système de jeu

### Généralités
Final Fantasy Tactics propose deux phases de jeu distinctes : un mode exploration et un mode combat. La phase d'exploration se déroule sur une carte en deux dimensions. Les déplacements sur la carte du monde permettent au joueur de circuler entre les différents lieux du jeu, représentés par des points de couleurs : bleu pour les villes, châteaux et forteresses, vert pour les endroits où des combats et une partie de l'intrigue peuvent se déclencher, et rouge pour les lieux liés au scénario principal du jeu. Ces divers emplacements sont reliés entre eux et se dévoilent au fur et à mesure du jeu.
À partir de la carte, le joueur peut accéder aux différentes villes d'Ivalice. Celles-ci se présentent toutes de la même manière, avec des écrans fixes en 2D. Elles se composent d'une taverne, où l'on peut écouter les dernières rumeurs et participer à des quêtes ; d'une échoppe, où l'on peut acquérir et revendre armes, armures, accessoires et objets ; et d'une guilde des guerriers permettant d'engager de nouveaux soldats et modifier le nom des monstres capturés dans le jeu.
Un menu est accessible à tout moment du jeu, via la carte du monde, permettant de sauvegarder la partie et d'accéder à un menu de formation servant à gérer son équipe de combattants. Un didacticiel, pour obtenir des explications détaillées sur les divers aspects du jeu, et une chronique, pour consulter les informations concernant les événements passés et les personnages rencontrés dans l'aventure, sont également disponibles.
La liberté de déplacement dans l'ensemble du monde est très limitée. Le déroulement du jeu est très encadré et se fait à l'aide de nombreuses séquences scriptées, qui ne peuvent être ignorées.

### Combats

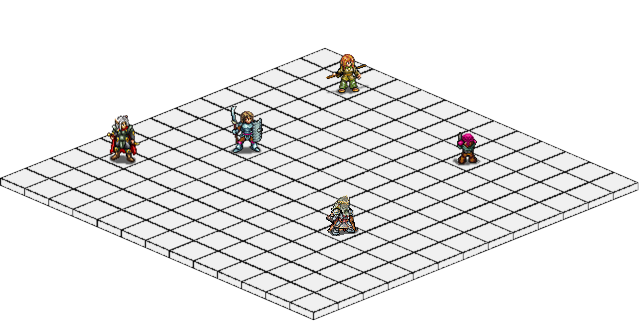
Représentation de la vue isométrique en 3D dans les jeux de rôles tactiques.

Le mode Combat apparaît quand le joueur est confronté à un groupe d'ennemis. Dotées d'un thème musical énergique, les batailles se déroulent sur une carte en trois dimensions en vue isométrique qui représente le lieu où se déroule l'affrontement. Les personnages sont quant à eux représentés en sprites 2D. Contrairement aux jeux de rôles tactiques habituels, Final Fantasy Tactics offre la possibilité d'effectuer des combats dits aléatoires. C'est-à-dire que des batailles peuvent se déclencher aux hasards, dans des lieux préétablis marqués en vert, lors des déplacements sur la carte du monde.
Le joueur est amené à diriger un groupe maximum de cinq combattants présélectionnés juste avant l'affrontement. Utilisant le système classique du tour par tour, le jeu détermine l'ordre des combattants en fonction d'une jauge propre à chaque unité nommée Temps de Charge. Cette dernière se remplit à chaque tour en fonction du score de rapidité de chaque personnages. Quand cette jauge est pleine, l'unité peut agir. Le joueur peut alors choisir d'attaquer, de passer, de lancer des sorts de magie ou d'utiliser des objets. La particularité de Final Fantasy Tactics, par rapport aux autres jeux de rôles tactiques, est que le joueur peut anticiper les résultats d'une action quand une cible est sélectionnée : le jeu affiche une estimation des dégâts, la probabilité de succès de l'attaque et la capacité de réaction de l'adversaire. Les combats sont remportés généralement lorsque le boss ennemi est vaincu ou tous les adversaires éliminés. Les phases d'action offrent des points de métiers et des points d'expérience dont l'accumulation est nécessaire aux personnages pour franchir des niveaux. Les points de métiers servent à acquérir des compétences spécifiques liées à la classe que l'unité incarne.

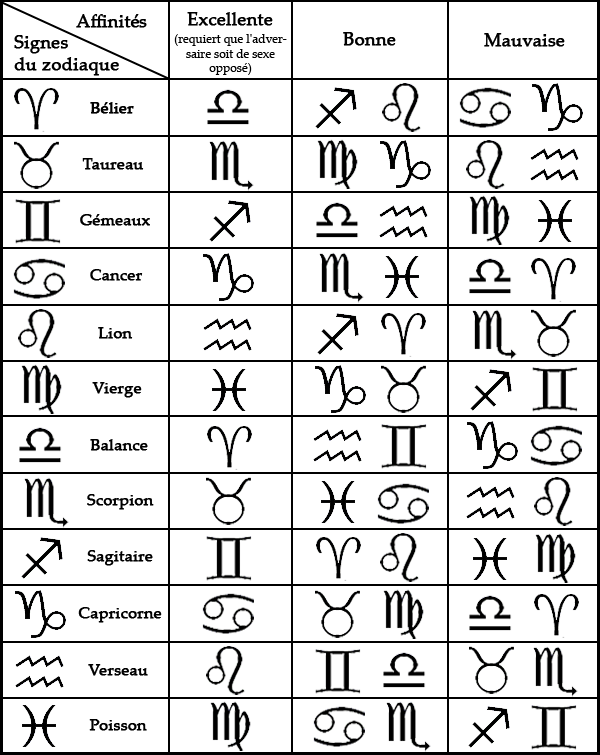
Tableau des affinités zodiacales.

Le jeu reprend le système de classe déjà vu dans Final Fantasy III et V. C'est-à-dire qu'il est possible de passer d'une classe à une autre, sans distinction de personnage, à n'importe quel moment au cours de l'aventure. Chaque unité peut ainsi combiner plusieurs aptitudes à sa compétence de base, déterminée par sa classe. Il existe vingt métiers différent apportant chacun leurs bonus et handicaps particuliers. Parmi ces vingt classes, il y en a deux de bases : écuyer et chimiste, et d'autres qui se débloquent au fur et à mesure que l'on progresse avec les métiers déjà accessibles (chevalier, archer, voleur, invocateur, mage blanc, mage noir, ninja, samouraï, etc). Par exemple, le mage blanc est disponible lorsque l'on atteint le niveau deux de chimiste. Une fois que toutes les capacités d'un métier sont apprises et que le niveau atteint est huit, la classe est considérée comme maîtrisé.
Comme dans tous les jeux de rôles tactiques, certains facteurs extérieurs peuvent avoir une influence sur l'issue du combat. Ici ce sont la configuration du terrain, les affinités zodiacales, la bravoure et la croyance de chaque personnage. Alors que le terrain joue un rôle important sur la capacité défensive et la capacité de déplacement de l'unité, la notion d'affinité zodiacale permet de bénéficier d'un bonus ou malus offensif. Ce système est basé sur les signes astrologiques occidentaux, c'est-à-dire que le jour de naissance d'un personnage détermine son signe du zodiaque. Ces symboles possèdent des affinités qui leur sont propres, plus ou moins compatibles avec les autres signes. Elles peuvent être mauvaises, neutres, bonnes voire excellentes. Les bonus se déclenchent lorsqu'un protagoniste attaque une unité ennemie. Le jeu prend alors en compte le signe des deux personnages et modifie en conséquence la puissance de l'attaque. La bravoure influe à la fois sur les dommages effectués lors d'une attaque à main nue ou avec une épée de chevalier, sur la capacité de réussite de certaines habilités et sur la probabilité de trouver des objets rares enfouis dans le sol. Tandis que la croyance joue un rôle déterminant dans le domaine magique : plus un personnage possède une croyance élevée, plus sa magie sera efficace et puissante. Au contraire, si cette valeur est nulle, la magie n'aura aucun effet sur l'unité concernée. Enfin, si un personnage détient une croyance très élevée ou une bravoure très faible, elle risque de déserter l'équipe.

## Développement
Final Fantasy Tactics a été créé en grande partie par des développeurs provenant de la société Quest qui ont travaillé par le passé sur les jeux Ogre Battle: The March of the Black Queen et Tactics Ogre: Let Us Cling Together. Après son départ de Quest en 1995, Yasumi Matsuno, directeur et scénariste, réalise son premier projet avec Square. Dans un entretien avec Akito Inoue, professeur assistant à l’Université Internationale du Japon, Matsuno indique que Final Fantasy Tactics a été réalisé sans innovations majeures afin d'éviter de déconcerter les joueurs et de toucher un plus large public. Contrairement à d'autres jeux conçu par Matsuno, intégrant des éléments innovants, et touchant, de ce fait, un nombre restreint de joueurs malgré des critiques positives de la part de la presse spécialisée. On peut citer par exemple Vagrant Story et son système de combat original, ou Tactics Ogre et ses choix scénaristiques influant sur le dénouement du jeu.
La traduction de Final Fantasy Tactics pour l’Amérique du Nord est un peu confuse, et rend le scénario difficile à comprendre. Certains noms de personnages et de lieux sont souvent orthographiés différemment. Plusieurs références historiques et mythologiques ont été modifiées par les traducteurs : par exemple l'Arbre-Monde, Yggdrasil, devient Yugodorasil ; « breath » (souffle) est constamment traduit par « bracelet » dans les noms d’attaques ; et Wiglaf, faisant référence à un personnage du poème épique anglo-saxon Beowulf, est remplacé par Wiegraf. Le tutoriel du jeu comporte également des exemples d'Engrish (mauvaise traduction anglaise).
On retrouve dans le jeu des références à des personnages, lieux et situations spécifiques présents dans les précédents jeux de la série Final Fantasy. Le joueur peut jouer par exemple avec le personnage de Cloud Strife ou croiser Aeris, tout d'eux issus de Final Fantasy VII. Grâce au système de propositions de missions dans les tavernes, il est possible de trouver des trésors et des zones perdues telles que la « Matoya Cave », une référence au premier Final Fantasy, et les différentes couleurs de « materia », petites sphères d'énergie spirituelle cristallisée. Dans tous les épisodes de la saga, il existe un personnage qui porte le nom de Cid, dans ce volet c'est le père adoptif d’Olan, Cidolfas Orlandu, qui est surnommé ainsi, et les chocobos, oiseaux coureurs imaginaires inventés par Square C., sont toujours présents. Par ailleurs, des monstres étaient déjà apparus dans d'anciens épisodes de la série tels qu'Ahriman et Malboro,.

## Musique

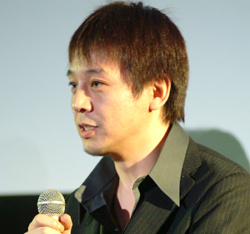
Hitoshi Sakimoto lors d'une interview.

La bande son de Final Fantasy Tactics a été composée par deux amis d'adolescence, Hitoshi Sakimoto et Masaharu Iwata, qui avaient travaillé ensemble pour Quest sur les jeux Magical Chase, Ogre Battle et Tactics Ogre. Leur méthode de travail consiste à composer les musiques chacun séparément, puis mettre en commun leur travail. Le thème musical est du style orchestral et se concentre plus sur le rythme et l'harmonie complexes plutôt que des mélodies accrocheuses ; Sakimoto est l'auteur de 47 pistes, dont la plupart sont des variations autour des deux thèmes principaux du jeu, Iwata a écrit 24 compositions originales qui se démarquent des titres de Sakimoto. De nombreuses publications ont qualifié la musique de très bonne, voire excellente, se distinguant des thèmes habituels des jeux de rôles, proche d'une atmosphère religieuse à la fois mystérieuse et joyeuse. AllRPG affirme que la musique « s'intègre parfaitement au sombre scandale politique du jeu », et Gamekult insiste sur la dimension épique des compositions.
Un double album intitulé Final Fantasy Tactics Original Soundtrack est paru exclusivement au Japon. Les critiques sont positives et flatteuses, félicitant le travail des deux compositeurs. L'album est qualifié de « classique mémorable » que « personne ne devrait manquer »,. D'autres spécialistes estiment que certains admirateurs de Nobuo Uematsu auront du mal à accepter ce nouveau style pour un Final Fantasy, mais qu'il reste « un must pour tous les collectionneurs de musique de jeux », voire pour « toute personne qui aime la musique orchestrale »,.

## Adaptation et dérivés

### Adaptation
Final Fantasy Tactics: The War of the Lions est l'adaptation de Final Fantasy Tactics sur PlayStation Portable. Ce jeu est édité par Square Enix, il est sorti en 2007 au Japon, en Europe et en Amérique du Nord dans le cadre du projet Ivalice Alliance. Les deux raisons principales qui ont amené Square Enix à réaliser cette réédition sont la portabilité de la console, permettant aux joueurs de profiter librement de la richesse du gameplay et du scénario, et les dix ans du jeu. Le sous titre The War of the Lions est choisi en évocation à la toile de fond de l'histoire entre les deux personnages principaux : Ramza et Delita, et illustre le nouveau mode multijoueur.

Nouveau logo de la version PlayStation Portable.

Cette version intègre de nombreuses nouveautés : un mode deux joueurs en duel ou en coopératif, deux nouveaux personnages jouables (Balthier de Final Fantasy XII et Luso de Final Fantasy Tactics A2), deux nouveaux métiers (Chevalier Onion issu de Final Fantasy III et Chevalier Noir), des scènes cinématiques au rendu pastel rythmant l'histoire du jeu, une limite d'unité fixée à 24 contre 16 sur la version PlayStation. Enfin, une nouvelle traduction anglaise sur les versions nord-américaine et européenne, pour pallier les faiblesses de l'originale.
La version occidentale, destinée à l'Amérique du Nord et l'Europe, n'a été traduite qu'en anglais. Contrairement au jeu japonais, elle bénéficie d'un doublage vocal des scènes cinématiques du jeu,. Final Fantasy Tactics: The War of the Lions souffre de ralentissements lors des phases de combat comparé à la version PlayStation. Les développeurs étaient conscients de ce défaut mais ne purent régler le problème. La presse vidéoludique est partagée sur ce souci de ralentissements. Certains affirment que la version occidentale bénéficie d'une légère amélioration, et d'autres insistent sur la persistance des ralentissements, notamment lors des phases de magie et d'attaque des personnages,.

### Dérivés
Yasumi Matsuno, scénariste et responsable de projet sur Final Fantasy Tactics, conçoit le monde d'Ivalice dès son arrivée chez Square en 1995. Cet univers fictif du genre médiéval-fantastique apparaît pour la première fois en 1997, dans Final Fantasy Tactics, et sera par la suite développé dans de nombreux jeux auxquels Matsuno participe. Par exemple Vagrant Story en 2000, et Final Fantasy XII en 2006.

Logo du projet Ivalice Alliance.

En 2003, Square Enix sort Final Fantasy Tactics Advance sur la console portable de Nintendo, la Game Boy Advance. C'est un spin-off de l'épisode paru sur PlayStation, reprenant le système de jeu et le monde d'Ivalice, en incluant une nouvelle histoire et des personnages différents. Les spécialistes critiquent son ambiance et son intrigue qualifiées d'enfantines, ses quêtes répétitives,. Ce jeu connait une suite en 2007, Final Fantasy Tactics A2: Grimoire of the Rift.
En décembre 2006 à Tokyo, un représentant de Square Enix annonce à la presse spécialisée, un nouveau projet, intitulé Ivalice Alliance, exploitant l'univers d'Ivalice. Le programme va regrouper, dans un premier temps, trois jeux : Final Fantasy Tactics: The War of the Lions, Final Fantasy Tactics A2 et Final Fantasy XII: Revenant Wings. Il sera rejoint ensuite par Final Fantasy XII International Zodiac Job System le 8 mai 2007. Cette compilation regroupe tous les jeux se déroulant dans le monde d'Ivalice. Les joueurs découvrent et peuvent apprécier les richesses de cet univers selon le souhait d'Akitoshi Kawazu, producteur exécutif du projet.

## Réactions et critiques

### Version PlayStation
Final Fantasy Tactics est bien connu des amateurs de jeux de rôle tactique, souvent considéré comme l'un des meilleurs du genre,. Son succès au Japon est immédiat, 824 671 exemplaires sont écoulés avant la fin de l'année 1997, pour un total de 1 350 000 ventes. Aux États-Unis, les ventes sont estimées à 950 000 exemplaires en 2007 depuis sa sortie. Au vu de son relatif succès, Sony décide de ressortir le jeu dans une version Greatest Hits le 30 juillet 2001 en Amérique du Nord.
| Critiques de la presse spécialisée |            |
| Publication                        | Note       |
| JP Famitsu                         | 34 sur 40  |
| AN GameSpot                        | 8,9 sur 10 |
| EUR IGN                            | 8,5 sur 10 |
| EUR Edge                           | 9 sur 10   |
| FR Joypad                          | 88 sur 100 |

Le jeu reçoit des critiques élogieuses des principales publications vidéoludiques. Elles acclament l'histoire du jeu et son univers prenant, les musiques de grande qualité et son système de classe riche et passionnant. 
Joypad affirme que le titre est doté d'« une réalisation sans failles et [d']une musique sublime ». GameSpot insiste sur le fait que « tout est parfaitement adapté », du rythme de l'histoire et de sa construction, du design du jeu au graphisme des personnages, très stylisé, apportant charme et personnalité. GameSpot souligne que le jeu reste destiné à un public plus mûr que Final Fantasy VII, au vu de sa complexité et de sa difficulté. IGN qualifie Final Fantasy Tactics de « meilleur jeu de rôle tactique sur le marché », grâce à son scénario très travaillé. Les sites GameRankings et MobyGames (qui effectuent des moyennes à partir de nombreuses publications) donnent respectivement au jeu un score général de 83 % et 84 %,.
Certaines critiques notent des défauts liés au gameplay et à la localisation du jeu pour l'Amérique du Nord. RPGFan évalue la difficulté du titre mal équilibrée. La progression dans l'aventure est tributaire du temps consacré à augmenter le niveau d'expérience de son équipe de combattants. IGN aborde la confusion qui se crée parfois au niveau de l'intrigue du jeu. La cause est l'adaptation américaine de Final Fantasy Tactics, très critiquée, liée à une traduction erronée : l'Engrish, qui gêne la compréhension de l'histoire. Enfin, RPGFan insiste sur les batailles sans ampleur, limitées à de petites cartes et à cinq combattants maximum, du côté du joueur.
Final Fantasy Tactics s'est vu décerner de nombreuses récompenses de la part des médias vidéoludiques. IGN lui décerne le titre d'« Editor's Choice Award » en 1998, vantant ses graphismes et son gameplay. GameSpot le sélectionne dans son « Greatest Games of All Time », rien de moins. Le jeu se trouve régulièrement positionné dans les classements des cents meilleurs jeux de tous les temps : il se trouve à la 84e place dans le magazine japonais Famitsu, 43e pour le magazine américain Electronic Gaming Monthly, et 38e pour le site européen IGN.

### Version PlayStation Portable
L'adaptation de Final Fantasy Tactics sur PlayStation Portable permet à l'Europe de découvrir un des plus grands jeux de rôle tactique. Les chiffres de ventes mondiales sont notables pour un remake. 301 796 exemplaires sont écoulés au Japon au cours de l'année 2007, le positionnant à la 53e place dans le classement des ventes de jeux en 2007. En Amérique du Nord, le jeu atteint la barre des 100 000 ventes durant le premier mois de sa commercialisation,, pour un total de 333 446 ventes. Enfin en Europe, Final Fantasy Tactics: The War of the Lions se classe régulièrement en tête du classement des ventes des jeux PlayStation Portable lors du premier mois de sa sortie.
| Critiques de la presse spécialisée |           |
| Publication                        | Note      |
| AN GameSpot                        | 8 sur 10  |
| EUR IGN                            | 9 sur 10  |
| FR Gamekult                        | 8 sur 10  |
| FR Jeuxvideo.com                   | 17 sur 20 |
| FR Joypad                          | 17 sur 20 |

Cette version pour la console portable de Sony reçoit des critiques positives de la part de la presse vidéoludique. Elle acclame une nouvelle fois son histoire palpitante et ses musiques épiques, son système de classes qui offrent de multiples possibilités et ses nouveautés fort appréciables. Joypad affirme que c'est « un des meilleurs jeux du genre, qui n'a rien perdu de sa superbe après toutes ces années », et insiste notamment sur l'intérêt du nouveau mode deux joueurs. Gamekult remarque que « ce portage PSP est entaché de ralentissements crispants » et n'est «  pas vraiment remanié comme on l'aurait souhaité ». Mais « compense par une richesse rarement égalée à ce jour, aussi bien pour son scénario aux multiples intrications que pour son système de jobs et capacités ». GameSpot apprécie les nouvelles scènes cinématiques au rendu pastel, donnant plus d'intérêt à l'histoire, et son temps de jeu important avant de terminer le titre, malgré une difficulté aléatoire des combats. IGN cite de nouveau les ralentissements qui engendrent une désynchronisation entre l'animation et les effets sonores, souligne qu'il est préférable, d'avoir une équipe de même force avec son coéquipier ou adversaire dans le mode deux joueurs, afin d'éviter des combats déséquilibrés. Malgré ces quelques défauts, IGN qualifie Final Fantasy Tactics: The War of the Lions de « grand remake ». Les sites GameRankings et MobyGames (qui effectuent des moyennes à partir de nombreuses publications) donnent respectivement au jeu un score général de 88 % et 86 %,.

## Équipe de développement
- Réalisateur : Yasumi Matsuno
- Directeur artistique : Hiroshi Minagawa
- Scénariste : Yasumi Matsuno
- Character designer : Akihiko Yoshida
- Game designer : Hiroyuki Itō
- Directeur de la vidéo : Toshiyuki Momose
- Compositeurs : Masaharu Iwata, Hitoshi Sakimoto
- Effets sonores : Motoko Watanabe
- Programmeur sonore : Hidenori Suzuki
- Producteur : Hironobu Sakaguchi

### Médias externes
Final Fantasy Tactics
- [PDF] (en) Manuel d'instructions de la version nord-américaine.
- [image] Face et dos de la pochette du jeu nord-américain.
- [vidéo] Un relief gênant, vidéo du jeu sur Gamekult.

Final Fantasy Tactics: The War of the Lions
- [image] Face de la pochette du jeu européen.
- [image] Face de la pochette du jeu nord-américain.
- [vidéo] Feu sacré, vidéo du jeu sur Gamekult.